# Maxime Monfort
Maxime Monfort (født 14. januar 1983) er en tidligere belgisk professionel landevejsrytter.